# Fear of the Dark (nummer van Iron Maiden)
Fear of the Dark is een metallied geschreven door Steve Harris van Iron Maiden.

## Algemeen
Het is de titelsong en het laatste nummer van het gelijknamige album. Het album werd destijds maar matig ontvangen, toch bleef dit nummer een blijvertje binnen de optredens van de band. Het komt daarom veelvuldig voor op livealbums en verzamelalbums van de band. Fear of the Dark handelt over bang zijn in het donker, met name in de nacht. Volgens Bruce Dickinson heeft Steve Harris het geschreven vanwege zijn angst voor het donker.
Binnen de metalscene komen covers niet al te vaak voor. Voor dit nummer geldt dat het een uitzondering op de regel is. Er zijn in 2015 circa twintig covers bekend, toch voornamelijk binnen het harde genre. Onder die covers bevindt zich ook een a capellaversie van Van Canto. Er is voorts ook een technoversie voorhanden van het Italiaanse duo DJ Activator en Francesca Zeta.

## Live-uitvoering op single
Fear of the Dark Live is een single van Iron Maiden. Het is afkomstig van hun album A Real Live/Dead One.
Deze single bevat een liveopname van dit nummer tijdens het optreden op 5 juni 1993 in de Ishallen in Helsinki. Het is net als de aanvullende nummers opgenomen tijdens de promotietoer voor het album Fear of the Dark, de andere tracks hebben daarbij verschillende opnamedata. Hooks in You is echter opgenomen op 17 december 1990 in de Wembley Arena. Het nummer werd na de albumrelease steeds tijdens concerten van de band gespeeld, waarbij het publiek niet alleen de zachte passages meezong, maar ook de luide. Daarbij kwam het regelmatig voor dat hun gezang dat van de band qua decibels overtrof, terwijl Iron Maiden toch bekendstaat om hun luide optredens. Deze uitvoering van Fear of the Dark was genomineerd voor een Grammy Award (Best Metal Performance) maar legde het af tegen I Don’t Want to Change the World van Ozzy Osbourne.
Van de single verschenen diverse versies op de markt, ieder weer aangevuld met andere aanvullende tracks. Een aantal exemplaren van de 7”-vinyl-picture discs is een collector's item geworden. EMI Group vermeldde op het label de verkeerde tracks (men hoort Tailgunner, vermeld werd Hooks in You).
Op de hoes is Eddie the Head, mascotte van de band, te zien met een basgitaar.

### Hitnotering
Fear of the Dark Live haalde noch de Nederlandse Top 40, noch de Nederlandse Mega Top 50, noch de Belgische BRT Top 30, noch de Vlaamse Ultratop 30. De UK Singles Chart laat een uniek beeld zien. De single kwam op 13 maart 1993 binnen op plaats 8, de week daarop zakte hij naar 19, de week daarop op 56 en vervolgens was de single alweer verdwenen (uit de top 75 destijds). Voor Ierland gold twee weken notering, waarvan één week op plaats 17.

#### NPO Radio 2 Top 2000
| Nummer met noteringen in de NPO Radio 2 Top 2000 | '15  | '16 | '17 | '18 | '19 | '20 | '21 | '22 | '23 | '24 |
| ------------------------------------------------ | ---- | --- | --- | --- | --- | --- | --- | --- | --- | --- |
| Fear of the Dark                                 | 1490 | 189 | 168 | 172 | 174 | 207 | 189 | 165 | 161 | 161 |

1. ↑  Een vetgedrukt getal geeft de hoogste notering aan.
2. ↑  2015 was het eerste jaar met een notering voor dit nummer.